# José Alberto Serrano Antón
José Alberto Serrano Antón IEME (ur. 14 kwietnia 1942 w Saragossie) – hiszpański duchowny rzymskokatolicki posługujący w Zimbabwe, w latach 2007–2021 biskup Hwange.

## Życiorys
Święcenia kapłańskie przyjął 1 lipca 1966 w Zgromadzeniu św. Franciszka Ksawerego dla Misji Zagranicznych. Po święceniach i studiach we Fryburgu objął funkcję wykładowcy seminarium w Burgos. Od 1970 pracował duszpastersko w Zimbabwe. W 2004 został wikariuszem generalnym diecezji Hwange, zaś niedługo później objął urząd jej administratora.
5 grudnia 2006 papież Benedykt XVI mianował go biskupem Hwange. Sakry biskupiej udzielił mu 3 lutego 2007 jego poprzednik i metropolita Harare, Robert Ndlovu.